# Guerra lituano-sovietica
La guerra lituano-sovietica o guerra lituano-bolscevica (in lituano Karas su bolševikais) fu un conflitto scoppiato tra le forze governative della Lituania da una parte e i bolscevichi della Repubblica Socialista Federativa Sovietica Russa dall'altra dopo la resa tedesca nella prima guerra mondiale. Lo scontro rientrava nella più generale offensiva sovietica lanciata verso i territori appartenenti in precedenza all'Impero russo e perduti con la firma del trattato di Brest-Litovsk, con cui Mosca usciva dal conflitto globale. L'attacco seguì il percorso delle truppe tedesche in ritirata con l'intenzione di istituire delle repubbliche socialiste in Ucraina, Bielorussia, Lituania, Lettonia, Estonia, Polonia, in concomitanza con la rivoluzione di novembre avvenuta in Germania.
Entro la fine del mese di dicembre 1918 le forze sovietiche raggiunsero le frontiere lituane. Senza incontrare grande resistenza, conquistarono una città dopo l'altra e, entro la fine del mese di gennaio 1919 queste controllavano circa due terzi del territorio lituano. In febbraio, l'avanzata fu arrestata da un raccogliticcio esercito lituano composto anche da volontari tedeschi anticomunisti, i quali impedirono ai bolscevichi di catturare Kaunas, la capitale de facto della Lituania. La RSS Lituana, istituita unilateralmente dai comunisti locali due mesi prima con il sostegno di Mosca il 16 dicembre 1918, venne unificata in data 27 febbraio 1919 alla RSS Bielorussa, dando vita alla RSS Lituano-Bielorussa o Litbel. Dal mese di aprile, le schermaglie tra lituani e bolscevichi procedettero di pari passo con le fasi della guerra polacco-sovietica.
La Polonia, dal canto suo, avanzava delle rivendicazioni territoriali sulla Lituania, in particolare sulla regione di Vilnius: le tensioni si acuirono innescando una lotta tra le due nazioni una volta che i biancorossi giunsero ai confini lituani, ovvero quando riuscirono a respingere i bolscevichi da Varsavia. Lo storico Norman Davies ha sintetizzato così la situazione: "l'esercito tedesco supportava i lituani nazionalisti, i sovietici, invece, i comunisti lituani, mentre infine polacchi combattevano contro tutti". A metà maggio l'esercito lituano, allora comandato dal generale Silvestras Zukauskas, avviò un'offensiva contro i sovietici nel nord-est della Lituania; entro la metà di giugno, i lituani raggiunsero il confine lettone e insaccarono i sovietici tra laghi e colline vicino Zarasai, dove i rossi sarebbero rimasti intrappolati fino alla fine del mese di agosto del 1919. I sovietici e lituani, separati dal fiume Daugava, mantennero le loro postazioni intatte per svariate settimane: fu la battaglia di Daugavpils, avvenuta nel gennaio 1920, a smuovere definitivamente la situazione a favore dei baltici. Già nel settembre del 1919 i bolscevichi avviarono offerte di negoziazione per un accordo di pace, ma i colloqui ebbero effettivamente inizio solo nel maggio 1920. Alla fine, quando venne siglato trattato di Mosca il 12 luglio 1920, la Russia sovietica chiuse la contesa e riconobbe in maniera ufficiale la Repubblica di Lituania come Stato indipendente.

## Contesto storico

Manovre di avanzata nel gennaio 1919 delle truppe bolsceviche indicata con linee rosse, avvenute mentre i tedeschi evacuano dai Paesi baltici

La Lituania divenne parte dell'Impero russo dopo l'ultima partizione della Confederazione polacco-lituana nel 1795: tale situazione politica permase fin quando, nel corso della prima guerra mondiale, la Lituania fu occupata dalla Germania e divenne parte dell'Ober Ost. Il 16 febbraio 1918, il Consiglio della Lituania dichiarò l'indipendenza sia dalla Germania sia dalla Russia. Tre settimane dopo, i bolscevichi scatenarono la guerra civile russa, la quale condusse a una pace con gli Imperi centrali e alla firma del trattato di Brest-Litovsk. In ambito territoriale, la Russia rinunciava a qualunque pretesa territoriale su Finlandia, Estonia, Lettonia, Ucraina, Lituania e Polonia. A seguito di tale evento, l'autorità tedesca continuò a esercitare la propria autorità sui Paesi baltici in maniera immutata: quando la Germania perse la guerra, firmò l'armistizio di Compiègne l'11 novembre 1918. La Repubblica lituana poté così incominciare a operare autonomamente e a costituire istituzioni nazionali, oltre a formare il primo esecutivo con a capo Augustinas Voldemaras.
Il 13 novembre 1918, il governo russo rinnegò il trattato di Brest-Litovsk, nel quale si riconosceva l'indipendenza del Paese baltico. L'Armata rossa, accertatasi che i tedeschi ormai si stavano ritirando, cercò di mantenere una distanza da questi per evitare che nascessero indesiderati conflitti a fuoco tra i due eserciti (circa 10-15 km). I tedeschi in ritirata lasciavano spesso armamenti ancora adoperabili e reperibili da parte dei sovietici. L'intento era quello di diffondere la Rivoluzione mondiale e stabilire un governo comunista nelle regioni baltiche. Tali nazioni venivano percepite come una barriera o un ponte per l'Europa occidentale, dove nel frattempo stavano accadendo episodi, visti di buon occhio dai russi, come la rivoluzione di novembre e le rivolte ungheresi. Verso la fine del dicembre 1918, i bolscevichi avevano ormai raggiunto la Lituania orientale.

## La fazione lituana

### Governo lituano
Augustinas Voldemaras, Primo ministro della Lituania (primo anche in senso cronologico), non credeva che allestire un esercito fosse una priorità e si affrettò a dichiararsi neutrale in vista di nuovi conflitti. Egli faceva affidamento su mercenari tedeschi che avrebbero protetto la Lituania fino alle decisioni che sarebbero emerse dalla Conferenza di Pace di Parigi. I cittadini si costituirono in piccoli gruppi autonomi per difendersi dai teutonici che si stavano ritirando e le prime disposizioni legislative che concernevano la creazione di un'armata furono prese in considerazione solo il 23 novembre. Alcuni lituani che avevano fatto parte dell'esercito imperiale russo ritornarono in patria e incominciarono a prepararsi anch'essi a difendersi in vista di eventuali conflitti a Kaunas, Hrodna e Alytus: mancavano tuttavia armi, munizioni e ufficiali con esperienza.
Alla fine di dicembre, con i bolscevichi già insediatisi nel Paese, la Lituania fu lasciata in balia di se stessa. Augustinas Voldemaras, Antanas Smetona, presidente del Consiglio della Lituania e Martynas Yčas, ministro delle finanze francese, partirono alla volta della Germania per chiedere aiuti economici. Il generale Kiprijonas Kundratavičius, viceministro della difesa, suggerì di ritirarsi presso Hrodna e rifiutò di occuparsi della gestione delle operazioni belliche. Il primo gabinetto dei ministri fu allestito il 26 dicembre 1918: fu Mykolas Sleževičius a sollecitare in maniera insistente l'organizzazione di un nuovo esecutivo. Inoltre, il 29 dicembre, effettuò il primo appello generale (in quattro lingue) per richiamare dei volontari a partecipare all'organizzazione di un esercito lituano. Il governo di Sleževičius adottò una politica riformista, soprattutto dal punto di vista amministrativo e sulla promozione dell'agricoltura, lanciando il proclama "la terra a coloro che la coltivano." Ciò voleva significare che alcuni terreni sarebbero stati espropriati a grandi proprietari terrieri al fine di redistribuirli dapprima, gratuitamente, ai volontari, e poi, ai piccoli contadini prevedendo il pagamento di un canone. La mobilitazione degli ufficiali fu annunciata il 25 gennaio 1919: circa 400 persone accettarono di partecipare.

### Volontari sassoni
A Berlino, Smetona e Yčas raggiunsero un accordo per un prestito di 100 milioni di marchi: i soldi furono utilizzati soprattutto per costruire e allestire un esercito. Si negoziò poi un ulteriore accordo che prevedeva la collaborazione diretta della Germania contro i russi. In effetti, l'articolo 12 dell'armistizio di Compiègne richiedeva che la Germania proteggesse la Lituania da eventuali attacchi russi, ma la vera motivazione per cui i teutonici accettarono riguardava la speranza di poter continuare a esercitare una grossa influenza nella regione e impedire il controllo di Mosca. In principio, si tentò di organizzare una compagnia di volontari tra quelli che si erano ritirati da poco in patria della decima armata tedesca, comandata dal generale Erich von Falkenhayn. Tuttavia, i soldati erano esausti e demoralizzati dopo la sconfitta e intendevano tornare alla propria vita normale il prima possibile. Il reclutamento in Germania continuò nonostante le avversità, specialmente in Sassonia; a chi avesse accettato, si prevedeva una paga di 5 marchi al giorno e 30 in più per ogni mese di attività. I primi volontari sassoni, come storiograficamente sono noti, giunsero a Kaunas all'inizio di gennaio, ma alcuni di loro furono giudicati non idonei al conflitto e rispediti indietro. Verso la fine di gennaio, si contavano 4 000 volontari: l'affidabilità delle truppe fu da taluni messa in discussione per via della presenza di simpatizzanti della rivoluzione di novembre che appartenevano alla Lega Spartachista, di chiaro stampo filo-sovietico. Non mancarono infatti tentativi, sia pur operati in maniera poco ponderata, di rovesciare il governo nazionale lituano. I volontari vennero disposti in vari insediamenti del Paese: Alytus, Jonava, Kėdainiai e Baisogala.
Inizialmente, rientrarono a far parte della quarantaseiesima divisione di volontari sassoni. Il 22 febbraio, il luogotenente-generale Walter von Eberhardt ne divenne comandante e, tra aprile e maggio, la milizia confluì nella brigata di volontari della Lituania meridionale (composta da 3 reggimenti: il XVIII, il XIX e il XX): un'altra parte finì di stanza a Raseiniai. Il XVIII reggimento combatté al fianco dei lituani: il XIX fu disposto presso Kaunas, ma non prese parte a nessuna operazione militare: il XX fu posizionato a Hrodna prima e a Kėdainiai poi; l'altra parte del battaglione divenne il nucleo dei Bermotiani, un gruppo di volontari che già esisteva ai tempi della lotta tra Impero russo e rivoluzionari. La Baltische Landeswehr, composta da tedeschi e lettoni filo-tedeschi della Curlandia e della Livonia e guidata dal generale Rüdiger von der Goltz, organizzò un colpo di stato contro il governo nazionale e si insediò a Riga. Il 23 maggio, alla Conferenza di pace di Parigi si discusse della situazione geopolitica dei paesi baltici e fu chiesto ai tedeschi di ritirare le truppe dai non appena le forze belliche lettoni-lituane fossero state in grado di difendersi autonomamente. Gli ultimi volontari sassoni a lasciare la Lituania, partirono verso la metà di luglio.

### Il governo sovietico
Fiduciosi nei progressi compiuti dai bolscevichi e con il placet di Mosca, i comunisti lituani formarono l'8 dicembre 1918 un governo rivoluzionario provvisorio guidato da Vincas Mickevičius-Kapsukas, esclusivamente gestito da membri del PCL. Il 16 dicembre, il governo rivoluzionario dichiarò ufficialmente la costituzione della Repubblica Socialista Sovietica Lituana. Tra il 31 dicembre 1918 e il primo giorno dell'anno venturo, la guarnigione tedesca si ritirò da Vilnius e cedette il controllo della città alle autorità locali, ossia un comitato polacco, sebbene l'amministrazione lituana si fosse espressa in maniera contraria. L'unità costituita da abitanti del posto nota come "autodifesa lituana e bielorussa" assunse il controllo e, al contempo, il governo lituano fu spostato a Kaunas, dichiarata capitale provvisoria della Lituania. Il 5 gennaio 1919, Vilnius fu espugnata dai sovietici dopo cinque giorni di battaglia contro i plotoni paramilitari polacchi guidati dal generale Władysław Wejtko. Kapsukas e il suo governo giunsero a Vilnius da Daugavpils il 7 gennaio. Il 27 febbraio, la RSS lituana fu rimpiazzata dalla RSS Lituano-Bielorussa, anche detta Litbel.
Nei territori conquistati, i sovietici crearono dei revkom e dei soviet sulla base di quanto già istituito in patria: A differenza di altre aree geografiche, le organizzazioni filo-comuniste lituane erano di recente creazione e formazione e non si erano ancora nemmeno organizzate in circoscrizioni locali. Si procedette poi a nazionalizzare, in seguito a una fase di assestamento iniziale delle istituzioni, le istituzioni commerciali e le grandi proprietà terriere. Si iptozziò altresì di convertire gli appezzamenti in fattorie collettive, anziché ridistribuirli a piccoli proprietari. I sovietici, inoltre, pubblicizzarono i propositi di espansione della rivoluzione mondiale e dell'ateismo in un Paese di stampo cattolico e fortemente nazionalista; i principali sostenitori della loro politica si riscontravano nella classe industriale, al tempo però assai circoscritta. I sovietici richiesero agli insediamenti assoggettati ingenti contributi per finanziare le operazioni militari in corso. Ad esempio, Panevėžys dovette versare circa 1 milione di rubli, Utena 200 000, mentre ne venivano richiesti 10 da ogni centro abitato. Furono nazionalizzate industrie produttive e grandi proprietà per permettere la formazione di kolchoz, comportando un isolamento della popolazione locale e il fallimento della propaganda sovietica. Nel febbraio del 1919, Kapsukas inviò un telegramma a Mosca in cui fece presente svariate problematiche ingenerate dai provvedimenti imposti: egli sostenne che la possibilità per i lituani di unirsi alla sola Armata Rossa anziché a un esercito nazionale avrebbe incoraggiato i lituani a costituire movimenti nazionalisti.

## Offensiva sovietica

### Avanzamento dell'esercito sovietico
L'Armata Rossa, composta da circa 18 000-20 000 uomini, raggiunse i territori della Lituania il 12 dicembre 1918: circa 5 000 di questi soldati erano di etnia lituana. Per le operazioni, si impiegarono tre divisioni: quella di Pskov (più tardi rinominata divisione lituana), l'Internazionale (più tardi rinominata 2ª divisione lettone di fucilieri, in cui erano inclusi il 39º, il 41º, il 47º e il 60º reggimento), e la 17ª (più tardi rinominata in divisione orientale, che includeva il 5º reggimento di Vilnius). Le divisioni non avevano un comandante in comune: nemmeno quando più tardi furono inviate altre truppe dalla Russia. I sovietici reclutarono anche alcuni gruppi di simpatizzanti locali che avrebbero dovuto nuocere alla retroguardia nemica. Di solito, i bolscevichi erano scarsamente equipaggiati e dovettero autonomamente provvedere a guadagnarsi cibo, cavalli e vestiti, cosa che fecero anche a scapito della popolazione locale. La Lituania non riuscì a respingere gli invasori per via della grave inferiorità numerica: l'esercito constava di soli 3 000 volontari, oltre a qualche gruppo partigiano locale i quali, godendo di apparecchiature lasciate dai tedeschi al termine della Grande Guerra, tentarono di resistere quanto più a lungo potettero.
L'Armata Rossa inanellò rapidamente una serie di conquiste in varie città: Zarasai e Švenčionys (22 dic.), Utena (23 dic.), Rokiškis (27 dic.), Vilnius (5 gen.), Ukmergė e Panevėžys (9 gen.), Šiauliai (15 gen.), Telšiai (25 gen.). A quel punto, due terzi della Lituania erano finiti in mano ai bolscevichi: il fronte si era in un certo qual modo stabilizzato presso il fiume Venta, quando i lettoni e alcuni tedeschi del Baltische Landeswehr riuscirono a contenere l'avanzata. Inoltre, i teutonici rallentarono il ritiro delle loro truppe, dopo che i simpatizzanti socialisti videro sfumare il 12 gennaio l'ipotesi di un governo in patria della Lega Spartachista. L'area meridionale della Lituania vedeva ancora la presenza dei tedeschi che si stavano ritirando dall'Ucraina attraverso Hrodna. Per evitare che si profilassero schermaglie tra i due eserciti, fu siglato un trattato il 18 gennaio: questo sanciva una linea di demarcazione temporanea la quale attraversava Daugai, Stakliškės, ed era situata 10 km a est della tratta ferroviaria Kaišiadorys–Jonava–Kėdainiai. Alcune delle forze bolsceviche, frattanto, incominciarono già a pianificare attacchi contro Kaunas, la seconda città più popolata della Lituania e sede dell'esecutivo. In verità, non era possibile sferrare assalti diretti poiché occorreva prima accerchiarla assoggettando Alytus o Kėdainiai. L'operazione militare per conquistare Kaunas fu avviata comunque il 7 febbraio.

### Strategia di accerchiamento di Kaunas

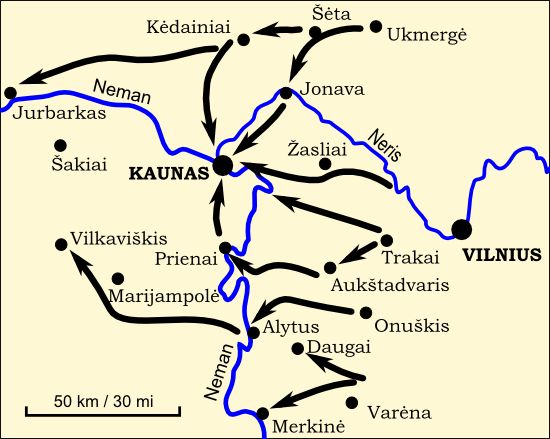
Strategie di conquista sovietiche per circondare e assicurarsi Kaunas

Kėdainiai fu attaccata dal 2º reggimento di fucilieri della divisione lituana (prima di Pskov, composto da 1 000 uomini). Le forze lituane giunte da Panevėžys e guidate da Jonas Variakojis, constavano assieme ai soldati di Kėdainiai di circa 200 unità. I baltici resistettero all'avanzata dell'Armata Rossa e, col supporto dei volontari tedeschi, riuscirono a resistere presso Kėdainiai. L'8 febbraio, nel corso di una missione di ricognizione, Povilas Lukšys fu il primo soldato dell'esercito lituano così come lo si conosce oggi a morire in battaglia. Il 10 febbraio, le forze lituane e tedesche si insediarono a Šėta, costringendo i russi a ritirarsi: il successo di quest'operazione accrebbe il morale delle milizie lituane e impedì agli ostili di circondare Kaunas da nord.
Il 9 febbraio, il 7º reggimento di fucilieri (900 uomini) penetrò a Jieznas, a sud di Kaunas. Il giorno successivo, un plotone lituano composta di circa 300 combattenti che proveniva da Prienai e Kaunas provò a sferrare un assalto prima che l'Armata Rossa potesse assicurarsi definitivamente il controllo della posizione, ma senza successo: morirono 18 lituani e ci furono 33 prigionieri, catturati una volta che gli assalitori si arresero. Coloro che riuscirono a sfuggire, si ritirarono e confluirono in un gruppo di lituani e volontari sassoni che provò ad attaccare, stavolta raggiungendo il risultato, Jieznas il 13 febbraio. I sovietici continuarono a spingere per avvicinarsi a Kaunas. Il 3º e il 4º reggimento di fucilieri (circa 2 000 uomini) attaccarono Alytus il 12 febbraio; i tedeschi, piuttosto che ingaggiare il nemico, preferirono ritirarsi nei pressi di Marijampolė e Prienai. Antanas Juozapavičius, primo ufficiale lituano a morire in battaglia, fu ucciso durante la ritirata. Nella notte tra il 14 e il 15 febbraio, le forze tedesche e un battaglione di lituani che faceva ritorno da Alytus, ripresero la città e a quel punto poté dirsi temporaneamente sicura Kaunas; il fronte si stabilizzò, almeno per un po'. Ai sovietici fu dato ordine di abbandonare l'offensiva e mantenere il controllo delle postazioni difensive. Una simile fase di stallo permise ai lituani di riorganizzarsi e di arruolare nuove reclute.

## Controffensiva

### Offensiva tedesca

L'avanzata dei polacchi (frecce blu), dei lituani e tedeschi (in viola scuro), dei lettoni e tedeschi (frecce bianche da ovest) e degli estoni (frecce bianche da nord). La linea blu mostra il fronte polacco nel maggio del 1920

La Lituania settentrionale (Samogizia) fu conquistata dalla divisione internazionale sovietica (circa 3 000 uomini). L'obiettivo era quello di raggiungere il mar Baltico e tagliare i rifornimenti tedeschi ai lettoni nell'ambito della loro guerra d'indipendenza. I comunisti locali divennero molto attivi nel nord della Lituania, poiché costituiva la via più breve per portare i prigionieri catturati dalle forze regolari lituane di nuovo in Russia attraverso la regione. Il risultato di maggior rilievo conseguito dal gruppo politico lituano fu la costituzione di un gruppo paramilitare, noto come reggimento della Samogizia, composto da 1 000 uomini e comandato da Feliksas Baltušis-Žemaitis, con sede nella città di Šiauliai. Il contingente includeva prigionieri di guerra russi, disertori tedeschi e criminali locali. Non erano presenti unità dell'esercito regolare in Samogizia, eccezion fatta per una comunità di partigiani costituitasi a Skuodas, la quale seguiva i dettami di Povilas Plechavičius e di suo fratello Aleksandras, e a Joniškėlis.
I successi dei bolscevichi attraverso la Prussia orientale preoccuparono la Germania, la quale inviò dei volontari (Brigata Schaulen) comandata dal generale Rüdiger von der Goltz per liberare da eventuali pericoli la tratta ferroviaria che collegava Liepāja (attuale Lettonia) a Romny (attuale Ucraina) e che attraversava anche centri come Mažeikiai, Radviliškis e Kėdainiai. Quest'operazione fu parte di un'ampia controffensiva lanciata in Lettonia. Alla fine di febbraio, i partigiani lituani, col supporto dell'artiglieria tedesca, assunsero il controllo di Mažeikiai e di Šeda, spingendo i russi verso Kuršėnai. Il 27 febbraio 1919, i volontari tedeschi supportati dai partigiani guidati da Plechavičius e quelli di Joniškėlis, sconfissero il reggimento della Samogizia in una battaglia svoltasi presso Luokė. Quest'ultimo, fu sciolto e dismesso e, poco prima della metà di marzo, i tedeschi avevano ripreso il controllo di Kuršėnai, Šiauliai, Radviliškis, Šeduva e Joniškis; decisero, a quel punto, di fermarsi e prepararsi per nuovi assalti. In alcune occasioni, furono aiutati dai partigiani lituani e dall'esercito regolare. I partigiani di Joniškėlis continuarono nel frattempo a guadagnare terreno, spingendosi verso il fiume Mūša. Dato il loro coraggio, fu poi in futuro deciso di incorporarli nelle Lietuvos kariuomenės Sausumos pajėgos.

### Preparativi all'offensiva lituana
Una volta fermati i sovietici, l'armata lituana incominciò ad architettare lentamente un piano offensivo. Dopo la battaglia di Kėdainiai, il reggimento di volontari di Panevėžys cominciò a prendere possesso di alcune aree nel nord della Lituania, crescendo anche a livello di reclute. Tra la metà di febbraio e la fine di marzo, furono effettuate operazioni su scala ridotta negli insediamenti circostanti, per testare l'effettiva resistenza dei russi. L'intento principale era quello di demoralizzare le forze nemiche con attacchi brevi e mirati e aumentare nel frattempo il consenso e il sostegno dei cittadini che non gradivano la difficile situazione del paese. Come ricompensa per il successo di queste operazioni, il reggimento volontario fu rinominato il 22 marzo come sezione distaccata del reggimento di Panevėžys (in lituano Panevėžio atskirasis batalionas). La campagna di demoralizzazione ebbe buon esito: le forze bolsceviche site a Panevėžys e Kupiškis, stanche di combattere, si ribellarono contro il comando generale e furono sedate solo da una divisione dell'Armata Rossa giunta dalla Lettonia. Per protesta, le truppe lasciarono la città dell'Aukštaitija tra il 19 e il 24 marzo e, una volta saputolo, le forze lituane fecero il proprio ingresso due giorni dopo: tuttavia, un nuovo contingente proveniente dalla Russia fu inviato per ripristinare la situazione precedente e si verificarono degli scontri a fuoco culminati con la ripresa dell'agglomerato da parte degli attaccanti il 4 aprile.
Siccome gli attacchi dei bolscevichi divennero meno frequenti, si preferì puntare sull'organizzazione dell'esercito. A tale scopo, il 5 marzo il governo lituano annunciò la mobilitazione di coloro che erano nati tra il 1887 e il 1889. Il risultato fu presto riscontrabile in termini numerici: il 3 maggio, l'organico militare contava 440 ufficiali e 10 729 reclute. Tuttavia, solo la metà di queste erano ben equipaggiate, ben addestrate e assegnate a unità di comando. Tra febbraio e aprile, i soldati lituani parteciparono a fasi d'addestramento intense, mentre nello stesso periodo si assestò in maniera stabile dal punto di vista strutturale e gerarchico l'organigramma militare. La Lituania ricevette anche nuovi equipaggiamenti, in gran parte munizioni e armi oltre alle prime uniformi.
La prima offensiva organizzata dai lituani ebbe luogo dal 3 aprile 1919 fino all'8: i baltici decisero di trarre vantaggio dai ripetuti attacchi dei polacchi a danno dei russi nell'area di Hrodna, al fine di testare l'effettiva resistenza nemica e catturare Vilnius. I gruppi siti a meridione, i quali costituivano il 1º reggimento di fucilieri guidati da Kazys Ladiga, furono incaricati di colpire da Alytus in direzione Daugai–Valkininkai. Quelli più a nord, formati dal 2º reggimento di fanteria facenti capo a Juozas Butkus, dovevano invece attaccare da Kaišiadorys in direzione Žasliai–Vievis. I tedeschi non parteciparono a queste manovre; entrambi i contingenti riportarono dei successi all'inizio, ma i bolscevichi seppero ricomporsi e arrestare l'avanzata. Non essendo adeguatamente difesi sui fianchi, i baltici decisero di abbandonare l'offensiva. Mosca accusò intanto Berlino di aver violato la linea di demarcazione sancita il 18 gennaio e sollecitò il ritiro.

### Offensiva polacca
La Polonia avviò un'offensiva contro l'avversario nel marzo del 1919, spingendosi sia a est sia a nord ed entrando nella regione di Vilnius, territorio rivendicato dai lituani. Tra il 19 e il 21 aprile, i polacchi conquistarono Vilnius nell'ambito dell'offensiva di Vilna e a maggio assicurarono stabili punti d'appoggio: l'esercito polacco costrinse gli avversari ad abbandonare i territori che avevano occupato a sud del fiume Nemunas. L'avanzata biancorossa restrinse in maniera significativa il fronte lituano-sovietico e permise ai baltici di concentrare le proprie armate a nord-est della Lituania. Tuttavia, ciò comportò pure la nascita di frizioni con la Polonia: all'inizio, entrambe le fazioni collaborarono contro i russi, ma preso i lituani compresero che la situazione non poteva andare avanti a lungo, dopo che erano incominciate già alcune scaramucce. I primi scontri maggiori tra polacchi e lituani si verificarono il 26 aprile e l'8 maggio vicino a Vievis.
La Polonia non riconobbe la Lituania, in quanto il Capo di Stato della Polonia Józef Piłsudski sperava di ricostituire una Confederazione polacco-lituana (nell'ottica del progetto Międzymorze). La Polonia giustificò le sue operazioni non solo perché rientranti nell'ambito dell'offensiva verso i bolscevichi, ma anche per rispettare la volontà delle comunità polacche di autodeterminarsi nelle regioni sud-orientali. I lituani rivendicavano Vilnius in quanto capitale storica (anche in virtù di quanto sancito dall'Atto d'indipendenza) e si oppose alla volontà dei polacchi di annetterla a livello federale. L'esecutivo con sede a Kaunas giudicava la presenza polacca in Vilnius alla stregua di un'occupazione. In più, anche la vicina regione di Suwałki divenne oggetto di contesa; le relazioni tra i due Stati incominciarono pian piano negli anni a incrinarsi poiché mancava la volontà di trovare un'intesa sulla questione.

### Offensiva lituana

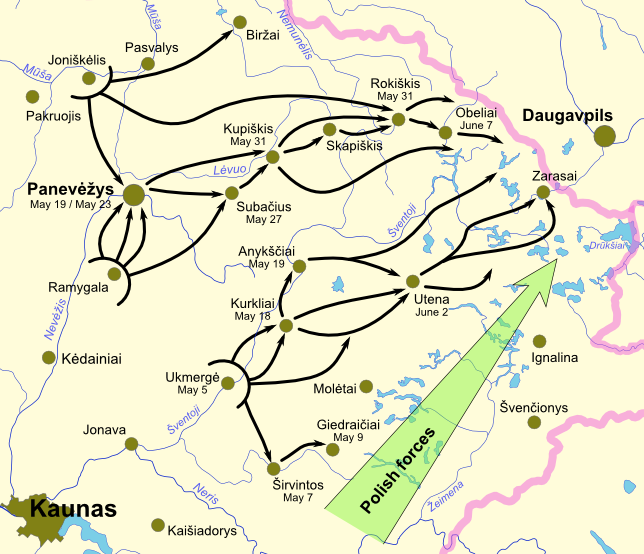
L'offensiva lituana avviata tra il maggio e il giugno 1919. Le date indicano quando le città furono prese dall'esercito lituano. Le linee viola mostrano i confini della Lituania dal 1990

I progressi dei polacchi contro i sovietici costrinsero i lituani a cambiare strategia. Il 26 aprile, il generale Silvestras Žukauskas, appena guarito dal tifo, fu nominato Capo delle Forze Armate. Questi decise di avviare un'offensiva nel nord-est della Lituania, puntando come primo obiettivo Ukmergė; il 3 maggio, la sezione distaccata del reggimento di Panevėžys, supportata da volontari sassoni, si assicurò la città. L'operazione risultò rischiosa perché Kėdainiai restò pericolosamente incustodita (se qualcuno ne avesse approfittato ci si poteva spingere fino a Kaunas), ma anche utile: circa 500 soldati sovietici furono presi come prigionieri e circa 50 polacchi, catturati dai sovietici nella battaglia di Vilnius, furono liberati e poterono tornare in patria. Il 7 maggio, i lituani entrarono a Širvintos, dove incontrarono le truppe polacche. Si decise di avviare un'operazione congiunta per assumere il controllo di Giedraičiai il 9 maggio.
L'organizzazione amministrativa della Lituania fu ridefinita. Il 7 maggio, il generale Žukauskas assunse il controllo dell'armata lituana e diede il via un processo di riorganizzare in due ampi gruppi. La prima brigata, posizionata a Ukmergė, fu chiamato  Gruppo di Vilkmergė e incluse un battaglione di volontari sassoni. Il suo primo comandante, Kazys Ladiga, ricevette l'ordine di dirigersi verso Utena e Zarasai. La seconda brigata, chiamata Gruppo di Panevėžys, fu incaricata di espugnare Panevėžys e di spingere verso gli altri tre insediamenti di Kupiškis, Rokiškis e Obeliai. Questo era comandato da Jonas Variakojis e assistito dai partigiani di Joniškėlis a nord.
Il 18 maggio, l'armata così riorganizzata diede il via alla prima operazione. Il Gruppo di Vilkmergė penetrò a Kurkliai e Anykščiai. Il 22 maggio, gli scontri coinvolsero Utena, difesa con successo dai bolscevichi: ulteriori combattimenti ebbero luogo nei giorni successivi, nell'attesa di conoscere come stesse procedendo la battaglia a Kupiškis. La strada alla volta di Utena fu ripercorsa il 31 maggio e l'assalto fu portato a termine il 2 giugno. Il Gruppo di Panevėžys si diresse verso il capoluogo dell'omonima contea il 18 maggio e si assicurò la città il giorno seguente, non potendo però procedere oltre a seguito di una controffensiva bolscevica lanciata il 21 maggio. Sebbene fosse stata riportata una vittoria, i bolscevichi preferirono lasciare Panevėžys senza spargimenti di sangue due giorni dopo. A quel punto, i baltici si spostarono alle porte di Kupiškis assicurandosi Subačius. Il 30 maggio, i partigiani di Joniškėlis penetrarono nella linea sovietica e assaltarono la retroguardia sita a Rokiškis; in una siffatta situazione, i bolscevichi temettero seriamente di essere circondati e lasciarono Kupiškis nella notte del 30 e il 31 maggio: gli attaccanti baltici si assicurarono il controllo del centro abitato il primo giugno.
Dopo la conquista di Utena, i volontari sassoni lasciarono il fronte e verso la metà di giugno salutarono la Lituania. L'avanzata dei lituani proseguì e il 10 giugno le forze lituane raggiunsero i territori controllati dai partigiani lettoni (Guardia Verde), consegnando loro delle munizioni. Il 12 giugno, i sovietici contrattaccarono e bloccarono l'avanzata: un'ennesima offensiva fu lanciata il 20 giugno, causando una stabilizzazione del fronte. L'Armata Rossa si concentrò soprattutto nella regione di Zarasai e tra il 6 e il 12 luglio i lituani, con l'assistenza di alcuni lettoni, tentarono di spingere ulteriormente verso est i bolscevichi. Questi richiamarono poco prima dell'attacco a sé alcuni battaglioni non immediatamente impegnati in combattimenti e costrinsero i baltici a ritirarsi dalle precedenti postazioni di controllo.

### Conflitto polacco–lituano

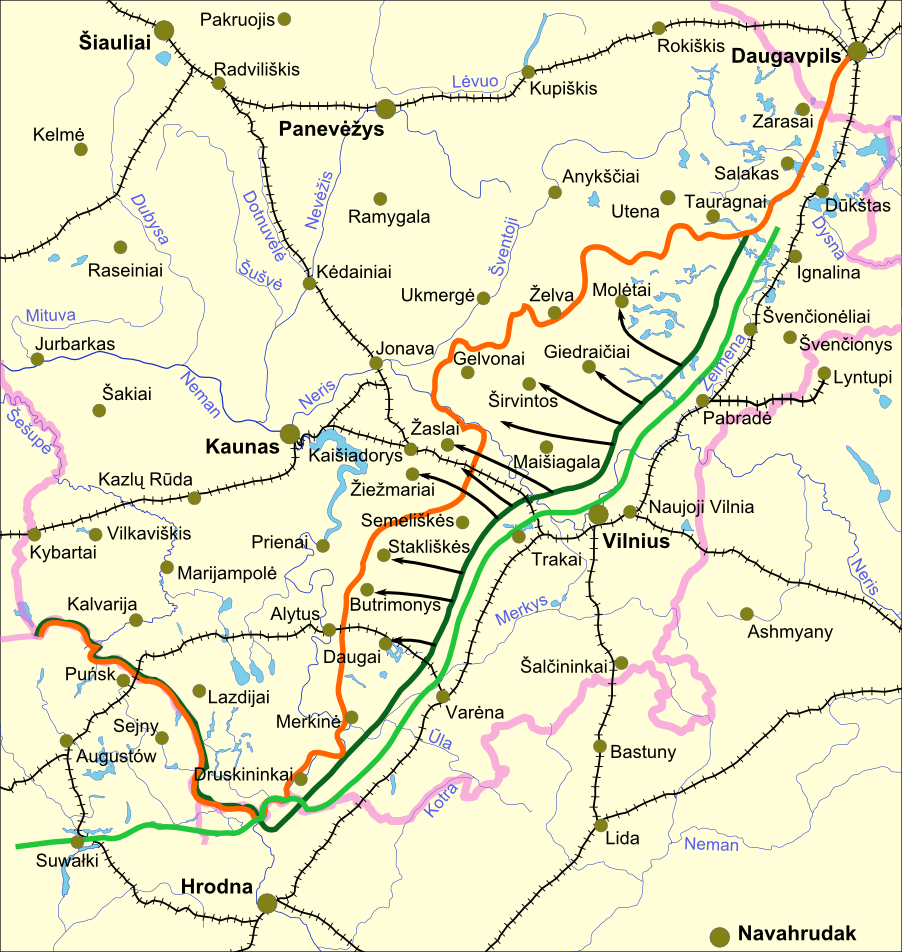
Mappa delle linee di demarcazione il 18 giugno (verde chiaro) e il 26 luglio (verde scuro) tra la Polonia e la Lituania. La Polonia ignorò entrambi confini tracciati e proseguì nell'avanzata raggiungendo la linea in arancione. Le ferrovie sono tracciate con linee nere cucite

Mentre le forze lituane combattevano con i sovietici nel nord-est del paese, le tensioni tra Polonia e Repubblica lituana si acuirono. I negoziati avviati tra il 28 maggio e l'11 giugno del 1919 fallirono per via della rigidità eccessiva di entrambe le posizioni, incrinando notevolmente i rapporti diplomatici. Per far sì che si evitassero scontri frontali tra i due eserciti, il Consiglio supremo di guerra alleato tracciò una prima linea di demarcazione il 18 giugno 1919. La linea era stata tracciata qualche chilometro più a ovest della tratta ferroviaria Varsavia-San Pietroburgo. Il ministro polacco degli affari esteri rifiutò di riconoscerlo e di far ritirare le proprie truppe di 30-35 km dalle posizioni occupate; i lituani, allo stesso modo, erano scontenti di questa soluzione di compromesso perché lasciava Vilnius e Hrodna al di fuori della nazione baltica. Mentre i volontari tedeschi lasciavano la Lituania (ultime unità partite da Kaunas, come detto, a metà luglio), i polacchi avviarono un'operazione nel raggio di 100 km del confine delineato che potesse spostare i confini polacchi di 20 o 30 km più addentro il territorio lituano. Preoccupata dalla minaccia bolscevica, la Lituania non riuscì a offrire un'adeguata controffensiva e gli Alleati intervennero delineando una seconda linea di demarcazione, nota come linea Foch, il 26 luglio 1919. Le modifiche principali interessarono soprattutto la regione di Suwałki, assegnata alla Polonia, sia in generale nell'intera linea che fu spostata di 7 km più a ovest: né lituani, né polacchi, né tedeschi (ancora in parte presenti nella regione di Suwałki) furono soddisfatti del nuovo confine. Tra il 29 luglio e il 2 agosto, le truppe polacche misero in atto diverse schermaglie per indebolire le postazioni difensive lituane. Il 3 agosto, una commissione diplomatica inviata a Kaunas dichiarò che la Polonia non intendeva annettere la Lituania ai suoi territori e che intendeva proporre un plebiscito nelle aree contese, permettendo così agli abitanti del luogo di determinare il proprio destino. Quando il governo lituano decise di rigettare questa proposta, Józef Piłsudski decise che intraprendere nuove operazioni militari non fosse una strada percorribile; dall'altro lato, si avviarono pressioni perché l'esecutivo lituano avviasse i negoziati per un compromesso. Il fronte frattanto si stabilizzò: la situazione si incancrenì quando fu tentato un colpo di stato nel 1919, arrestato dall'imprevista rivolta di Sejny, la quale portò alla soppressione della società segreta polacca (Polska Organizacja Wojskowa, ossia Organizzazione Militare Polacca).

### Schermaglie finali
A causa dell'esercito polacco, considerato come una minaccia ancora importante dai bolscevichi, il fronte tra Russia e Polonia rimase lo stesso per circa un mese. Accaddero solo episodi di poco conto che coinvolsero squadre di ricognizione da una parte e dall'altra. L'Armata Rossa sfruttò questo tempo per riorganizzare le forze, studiando anche la natura dei luoghi (colline, fiumi, laghi e morene), stabilendovi alcune trincee e del filo spinato per segnalare i confini. Furono anche sfruttate costruzioni erette durante la prima guerra mondiale circa 10 km a sud di Daugavpils. I sovietici disponevano di un esercito più imponente in quel momento (sei reggimenti e un battaglione) dei lituani (che invece ne contavano due di fanteria e cinque diversi battaglioni). I lituani, assieme ai polacchi, pianificarono di spingersi verso Daugavpils dal 9 agosto, ma i piani colarono a picco il 23 agosto.
Il Gruppo di Ukmergė attaccò per primo e si insediò a Zarasai il 25 agosto. Questo si spostò per circa 30 km in linea orizzontale nei territori conquistati dai sovietici, ma non era adeguatamente protetto su ambo i fianchi né dalle forze polacche né dal Gruppo di Panevėžys. Tale gruppo avviò l'avanzata il 26 agosto e le truppe polacche si mossero nei pressi dello smodo ferroviario a Turmantas. I lituani si spostarono attraverso le costruzioni precedentemente edificate dai russi, costringendoli a ritirarsi. Nel momento in cui si stava per convergere a Daugavpils, il fronte lituano-sovietico si assottigliò e i baltici furono in grado di concentrare le proprie forze. Il 28 agosto, i sovietici incominciarono a ritirarsi a nord verso il fiume Daugava. Dal 31 agosto, sul lato meridionale del corso d'acqua, i sovietici presiedevano solo Grīva, uno dei quartieri dell'attuale città lettone.
I nemici furono condotti al di fuori del territorio e il fronte si stabilizzò presso il fiume Daugava. Il grosso delle forze lituane avrebbe a quel punto potuto essere diretto altrove, pensando eventualmente a proteggersi dai polacchi e dagli attacchi pianificati contro i Bermontiani nella Lituania settentrionale. Nel settembre 1919, i polacchi e l'esercito lettone conquistarono la riva sud del Daugava, incluso il quartiere di Grīva. Il fronte sovietico-lituano rimase incerto fino alla battaglia di Daugavpils, grazie alla quale lettoni e polacchi espugnarono l'insediamento nel gennaio 1920. I lituani non parteciparono a queste operazioni militari, rivendicando il territorio conquistato da quei soldati per sé stessi, nonostante le proteste dei lettoni. Un simile evento condusse a diverse schermaglie tra i due Paesi baltici e tra le loro truppe, ma il confine tra le due nazioni fu infine stabilito nel marzo 1921 con l'intervento degli inglesi: il risultato fu quello sancito nella battaglia di Šiauliai, di diversi secoli prima.

## Trattato di pace

Avanzata delle truppe sovietiche (frecce rosse) contro le truppe polacche tra il giugno e l'agosto del 1920

I primi tentativi di negoziazione tra Lituania e RSFS Russa ebbero luogo l'11 settembre 1919, dopo che il Commissario del popolo degli affari esteri di Mosca, Georgij Vasil'evič Čičerin, inviò la proposta di un accordo di pace. Tuttavia, la Lituania tergiversò nelle trattative con i comunisti, i quali si erano isolati dalle politiche europee: questo elemento, in particolare, era temuto dai baltici perché si credeva che il dialogo con Mosca potesse essere visto con sospetto dagli Alleati, i quali avrebbero potuto non riconoscere l'indipendenza della Lituania. Le discussioni presero luogo solo nel maggio 1920 e furono altamente influenzate dal clima del momento (la guerra polacco-sovietica era ancora in corso). Il trattato di Mosca fu infine sottoscritto il 12 luglio: in esso, la Russia riconosceva l'indipendenza della Lituania e la legittimità delle rivendicazioni territoriali sulla regione di Vilnius; in cambio, la Lituania garantiva tacitamente all'Armata Rossa di attraversare i territori baltici nella guerra contro i polacchi. Questa condizione compromise la neutralità della Lituania nell'ambito del conflitto e le divergenze di pensiero tra Polonia e Lituania si rifecero sentire.
Il 14 luglio 1920, i sovietici assediarono e conquistarono Vilnius, ma non trasferirono, come concordato, l'amministrazione della capitale ai lituani. Al contrario, i sovietici pianificarono un colpo di stato per rovesciare il governo lituano e stabilire una repubblica socialista. Tuttavia, la sconfitta nella battaglia di Varsavia cambiò i piani e segnò l'inizio della ritirata verso est dei rossi. Alcuni storici ritengono che l'indipendenza durata poi per venti anni della Lituania fu dovuta a questo evento, il quale impedì la realizzazione del golpe. Il 26 agosto, l'Armata Rossa lasciò Vilnius e i lituani si prepararono a difendere, sia pur in maniera impreparata, i confini come delineati dai trattati. Ciò porto a ulteriori scontri con i polacchi, i quali rinnegarono la validità dei precedenti accordi. Poco tempo dopo, la Lituania perse il controllo della regione di Vilnius a seguito dell'ammutinamento di Żeligowski e, in seguito, si verificò la costituzione dello Stato fantoccio della Lituania Centrale. Quando la mediazione della Società delle Nazioni non portò ad alcun compromesso tra le due fazioni, la situazione rimase molto nebulosa e critica fino all'ultimatum polacco del 1938. Durante tale quest'arco temporale, la Russia Sovietica costituì il principale sostenitore delle ragioni dei baltici a scapito della Polonia.